# جائزة ميثاق الملك سلمان العمراني
جائزة ميثاق الملك سلمان العمراني جائزة سعودية أطلقتها هيئة فنون العمارة والتصميم في ديسمبر عام 2023م، وتهدف إلى الاحتفاء بمشاريع البيئة العمرانية التي تبنت معايير ميثاق الملك سلمان العمراني وأظهرت التميز في تنفيذها، وتحفيز الممارسين والمختصين لتبني مفهوم ومعايير الميثاق.

## مسارات الجائزة
تُمنح الجائزة في ثلاثة مسارات:
- مسار المشاريع المبنية.
- مسار المشاريع غير المبنية.
- مسار مشاريع تصميم طلاب الجامعة.[5][6]

## أهداف الجائزة
- زيادة الوعي بالميثاق.
- تحفيز التميز في التصميم.
- إظهار تميز المساهمات الفردية.
- زيادة تبني مفهوم الميثاق.
- التعرف على آثار وجهود الخبراء في قطاع العمارة والتصميم.[7]

## الفائزون
| العام              | مسار (مشاريع تصميم طلاب الجامعة) | مسار (المشاريع غير المبنية)                                                                                             | مسار (المشاريع المبنية) |
| ------------------ | --- | --- | --- |
| النسخة الأولى 2024 | 1. عبد العزيز بن غانم آل طالب (جامعة الملك سعود). عن تصميمه المُقترح لمشروع مجمع الملك سلمان للغة العربية. 2. سديم الجبرين (جامعة شيفلد - بريطانيا). عن تصميمها المُقترح لمشروع الحي المُعاصر. | 1. مشروع المسار الرياضي في مدينة الرياض. 2. مشروع محراب المقترح في مواقع متعددة حول المملكة، من تصميم فريق تصميم محراب. | 1. مشروع مركز الملك عبد العزيز الثقافي العالمي (إثراء) في الظهران. 2. مشروع منتجع بانيان تري في محافظة العلا. 3. مشروع دار الرحمانية في محافظة الغاط. 4. مشروع الجامع الكبير في مركز الملك عبد الله المالي في الرياض. 5. مشروع برج الابتكار لمدينة الملك عبد العزيز للعلوم والتقنية في الرياض. |